# Simencourt
Simencourt é uma comuna francesa na região administrativa de Altos da França, no departamento de Pas-de-Calais. Estende-se por uma área de 5,06 km². Em 2010 a comuna tinha 569 habitantes (densidade: 112,5 hab./km²).